# Trophées UNFP du football 2022
Les Trophées UNFP du football 2022 récompensent les acteurs du football professionnel français pour la saison 2021-2022.
Le 3 mai, l'UNFP annonce l'ensemble des nommés pour cette 30e édition. Les lauréats sont connus le 15 mai.
À l'exception du prix du but de l'année où c'est le public qui choisit, les lauréats sont désignés par des personnalités du football français (joueurs, entraîneurs, présidents de club...), à la suite d'un vote.
La cérémonie présentée par Thibault Le Rol et Marina Lorenzo, se déroule le 15 mai 2022 à 21 heures au Pavillon Gabriel à Paris. Elle est co-diffusée par La chaîne L'Équipe et Prime Video.

## Résultats

### Joueurs, joueuses et entraîneurs
| Catégorie                             | Catégorie                             | Nommés                  | Nommés                 | Nommés            | Lauréats                |
| Catégorie                             | Catégorie                             | Personnalités           | Club                   | Poste             | Lauréats                |
| ------------------------------------- | ------------------------------------- | ----------------------- | ---------------------- | ----------------- | ----------------------- |
| Ligue 1                               | Meilleur joueur                       | Lucas Paquetá           | Olympique lyonnais     | Milieu de terrain | Kylian Mbappé           |
| Ligue 1                               | Meilleur joueur                       | Dimitri Payet           | Olympique de Marseille | Milieu de terrain | Kylian Mbappé           |
| Ligue 1                               | Meilleur joueur                       | Wissam Ben Yedder       | AS Monaco              | Attaquant         | Kylian Mbappé           |
| Ligue 1                               | Meilleur joueur                       | Kylian Mbappé           | Paris Saint-Germain    | Attaquant         | Kylian Mbappé           |
| Ligue 1                               | Meilleur joueur                       | Martin Terrier          | Stade rennais FC       | Attaquant         | Kylian Mbappé           |
| Ligue 1                               | Meilleur gardien                      | Walter Benítez          | OGC Nice               | Gardien de but    | Gianluigi Donnarumma    |
| Ligue 1                               | Meilleur gardien                      | Gianluigi Donnarumma    | Paris Saint-Germain    | Gardien de but    | Gianluigi Donnarumma    |
| Ligue 1                               | Meilleur gardien                      | Alban Lafont            | FC Nantes              | Gardien de but    | Gianluigi Donnarumma    |
| Ligue 1                               | Meilleur gardien                      | Pau López               | Olympique de Marseille | Gardien de but    | Gianluigi Donnarumma    |
| Ligue 1                               | Meilleur gardien                      | Matz Sels               | RC Strasbourg          | Gardien de but    | Gianluigi Donnarumma    |
| Ligue 1                               | Meilleur espoir                       | Castello Lukeba         | Olympique lyonnais     | Défenseur         | William Saliba          |
| Ligue 1                               | Meilleur espoir                       | Nuno Mendes             | Paris Saint-Germain    | Défenseur         | William Saliba          |
| Ligue 1                               | Meilleur espoir                       | William Saliba          | Olympique de Marseille | Défenseur         | William Saliba          |
| Ligue 1                               | Meilleur espoir                       | Khéphren Thuram         | OGC Nice               | Milieu de terrain | William Saliba          |
| Ligue 1                               | Meilleur espoir                       | Arnaud Kalimuendo       | RC Lens                | Attaquant         | William Saliba          |
| Ligue 1                               | Meilleur entraîneur                   | Christophe Galtier      | OGC Nice               | Entraîneur        | Bruno Génésio           |
| Ligue 1                               | Meilleur entraîneur                   | Bruno Génésio           | Stade rennais FC       | Entraîneur        | Bruno Génésio           |
| Ligue 1                               | Meilleur entraîneur                   | Antoine Kombouaré       | FC Nantes              | Entraîneur        | Bruno Génésio           |
| Ligue 1                               | Meilleur entraîneur                   | Jorge Sampaoli          | Olympique de Marseille | Entraîneur        | Bruno Génésio           |
| Ligue 1                               | Meilleur entraîneur                   | Julien Stéphan          | RC Strasbourg          | Entraîneur        | Bruno Génésio           |
| Ligue 2                               | Meilleur joueur                       | Gauthier Hein           | AJ Auxerre             | Milieu de terrain | Branco van den Boomen   |
| Ligue 2                               | Meilleur joueur                       | Youssouf M'Changama     | EA Guingamp            | Milieu de terrain | Branco van den Boomen   |
| Ligue 2                               | Meilleur joueur                       | Branco van den Boomen   | Toulouse FC            | Milieu de terrain | Branco van den Boomen   |
| Ligue 2                               | Meilleur joueur                       | Rhys Healey             | Toulouse FC            | Attaquant         | Branco van den Boomen   |
| Ligue 2                               | Meilleur joueur                       | Gaëtan Charbonnier      | AJ Auxerre             | Attaquant         | Branco van den Boomen   |
| Ligue 2                               | Meilleur gardien                      | Vincent Demarconnay     | Paris FC               | Gardien de but    | Benjamin Leroy          |
| Ligue 2                               | Meilleur gardien                      | Maxime Dupé             | Toulouse FC            | Gardien de but    | Benjamin Leroy          |
| Ligue 2                               | Meilleur gardien                      | Yahia Fofana            | Le Havre AC            | Gardien de but    | Benjamin Leroy          |
| Ligue 2                               | Meilleur gardien                      | Donovan Léon            | AJ Auxerre             | Gardien de but    | Benjamin Leroy          |
| Ligue 2                               | Meilleur gardien                      | Benjamin Leroy          | AC Ajaccio             | Gardien de but    | Benjamin Leroy          |
| Ligue 2                               | Meilleur entraîneur                   | Omar Daf                | FC Sochaux-Montbéliard | Entraîneur        | Philippe Montanier      |
| Ligue 2                               | Meilleur entraîneur                   | Thierry Laurey          | Paris FC               | Entraîneur        | Philippe Montanier      |
| Ligue 2                               | Meilleur entraîneur                   | Philippe Montanier      | Toulouse FC            | Entraîneur        | Philippe Montanier      |
| Ligue 2                               | Meilleur entraîneur                   | Olivier Pantaloni       | AC Ajaccio             | Entraîneur        | Philippe Montanier      |
| Ligue 2                               | Meilleur entraîneur                   | Didier Tholot           | Pau FC                 | Entraîneur        | Philippe Montanier      |
| Division 1 féminine                   | Meilleure joueuse                     | Catarina Macario        | Olympique lyonnais     | Milieu de terrain | Marie-Antoinette Katoto |
| Division 1 féminine                   | Meilleure joueuse                     | Grace Geyoro            | Paris Saint-Germain    | Milieu de terrain | Marie-Antoinette Katoto |
| Division 1 féminine                   | Meilleure joueuse                     | Kadidiatou Diani        | Paris Saint-Germain    | Attaquante        | Marie-Antoinette Katoto |
| Division 1 féminine                   | Meilleure joueuse                     | Marie-Antoinette Katoto | Paris Saint-Germain    | Attaquante        | Marie-Antoinette Katoto |
| Division 1 féminine                   | Meilleure joueuse                     | Clara Matéo             | Paris FC               | Attaquante        | Marie-Antoinette Katoto |
| Division 1 féminine                   | Meilleure gardienne                   | Mylène Chavas           | Girondins de Bordeaux  | Gardienne de but  | Christiane Endler       |
| Division 1 féminine                   | Meilleure gardienne                   | Christiane Endler       | Olympique lyonnais     | Gardienne de but  | Christiane Endler       |
| Division 1 féminine                   | Meilleure gardienne                   | Cosette Morché          | GPSO 92 Issy           | Gardienne de but  | Christiane Endler       |
| Division 1 féminine                   | Meilleure gardienne                   | Chiamaka Nnadozie       | Paris FC               | Gardienne de but  | Christiane Endler       |
| Division 1 féminine                   | Meilleure gardienne                   | Barbora Votíková        | Paris Saint-Germain    | Gardienne de but  | Christiane Endler       |
| Division 1 féminine                   | Meilleure espoir                      | Laurina Fazer           | Paris Saint-Germain    | Milieu de terrain | Laurina Fazer           |
| Division 1 féminine                   | Meilleure espoir                      | Melchie Dumornay        | Stade de Reims         | Milieu de terrain | Laurina Fazer           |
| Division 1 féminine                   | Meilleure espoir                      | Kessya Bussy            | Stade de Reims         | Attaquante        | Laurina Fazer           |
| Division 1 féminine                   | Meilleure espoir                      | Naomie Feller           | Olympique lyonnais     | Attaquante        | Laurina Fazer           |
| Division 1 féminine                   | Meilleure espoir                      | Louna Ribadeira         | Paris FC               | Attaquante        | Laurina Fazer           |
| Meilleur joueur français à l'étranger | Meilleur joueur français à l'étranger | Mike Maignan            | AC Milan               | Gardien de but    | Karim Benzema           |
| Meilleur joueur français à l'étranger | Meilleur joueur français à l'étranger | Théo Hernandez          | AC Milan               | Défenseur         | Karim Benzema           |
| Meilleur joueur français à l'étranger | Meilleur joueur français à l'étranger | N'Golo Kanté            | Chelsea FC             | Milieu de terrain | Karim Benzema           |
| Meilleur joueur français à l'étranger | Meilleur joueur français à l'étranger | Karim Benzema           | Real Madrid            | Attaquant         | Karim Benzema           |
| Meilleur joueur français à l'étranger | Meilleur joueur français à l'étranger | Ousmane Dembélé         | FC Barcelone           | Attaquant         | Karim Benzema           |

### But de l'année
| Championnat | Nommés              | Match                  | Match | Match            | Match | Match                   | Match       | Pourcentage des internautes | Lauréat             |
| Championnat | Nommés              | Club                   | Score | Adversaire       | Lieu  | Lieu                    | Journée     | Pourcentage des internautes | Lauréat             |
| ----------- | ------------------- | ---------------------- | ----- | ---------------- | ----- | ----------------------- | ----------- | --------------------------- | ------------------- |
| Ligue 1     | Lucas Paquetá       | Olympique lyonnais     | 3 - 3 | Clermont Foot 63 | Dom.  | Parc Olympique lyonnais | 3e journée  |                             | Bamba Dieng         |
| Ligue 1     | Franck Honorat      | Stade brestois 29      | 1 - 1 | Stade de Reims   | Dom.  | Stade Francis-Le Blé    | 10e journée |                             | Bamba Dieng         |
| Ligue 1     | Wahbi Khazri        | AS Saint-Étienne       | 1 - 1 | FC Metz          | Ext.  | Stade Saint-Symphorien  | 12e journée |                             | Bamba Dieng         |
| Ligue 1     | Téji Savanier       | Montpellier HSC        | 3 - 1 | FC Metz          | Ext.  | Stade Saint-Symphorien  | 16e journée |                             | Bamba Dieng         |
| Ligue 1     | Bamba Dieng         | Olympique de Marseille | 2 - 0 | RC Strasbourg    | Ext.  | Stade de la Meinau      | 18e journée |                             | Bamba Dieng         |
| Ligue 2     | Mehdi Chahiri       | SM Caen                | 1 - 1 | USL Dunkerque    | Ext.  | Stade Marcel-Tribut     | 13e journée |                             | Youssouf M'Changama |
| Ligue 2     | Youssouf M'Changama | EA Guingamp            | 2 - 2 | Toulouse FC      | Ext.  | Stadium de Toulouse     | 14e journée |                             | Youssouf M'Changama |
| Ligue 2     | Valentin Jacob      | Dijon FCO              | 3 - 0 | AS Nancy         | Ext.  | Stade Marcel-Picot      | 19e journée |                             | Youssouf M'Changama |
| Ligue 2     | Adama Niane         | USL Dunkerque          | 1 - 2 | Valenciennes FC  | Dom.  | Stade Marcel-Tribut     | 30e journée |                             | Youssouf M'Changama |
| Ligue 2     | Matthis Abline      | Le Havre AC            | 1 - 2 | AC Ajaccio       | Ext.  | Stade François-Coty     | 36e journée |                             | Youssouf M'Changama |

### Équipes type

#### Ligue 1
| Poste      | Joueurs              | Club                   |
| ---------- | -------------------- | ---------------------- |
| Gardien    | Gianluigi Donnarumma | Paris Saint-Germain    |
| Défenseurs | Nuno Mendes          | Paris Saint-Germain    |
| Défenseurs | William Saliba       | Olympique de Marseille |
| Défenseurs | Marquinhos           | Paris Saint-Germain    |
| Défenseurs | Jonathan Clauss      | RC Lens                |
| Milieux    | Dimitri Payet        | Olympique de Marseille |
| Milieux    | Aurélien Tchouaméni  | AS Monaco              |
| Milieux    | Seko Fofana          | RC Lens                |
| Attaquant  | Kylian Mbappé        | Paris Saint-Germain    |
| Attaquant  | Martin Terrier       | Stade rennais FC       |
| Attaquant  | Wissam Ben Yedder    | AS Monaco              |

| Club                                     | Nombre de joueurs |
| ---------------------------------------- | ----------------- |
| Paris Saint-Germain                      | 4                 |
| Olympique de Marseille RC Lens AS Monaco | 2                 |
| Stade rennais FC                         | 1                 |

#### Ligue 2
| Poste      | Joueurs               | Club        |
| ---------- | --------------------- | ----------- |
| Gardien    | Benjamin Leroy        | AC Ajaccio  |
| Défenseurs | Mikkel Desler         | Toulouse FC |
| Défenseurs | Rasmus Nicolaisen     | Toulouse FC |
| Défenseurs | Anthony Rouault       | Toulouse FC |
| Défenseurs | Ali Abdi              | SM Caen     |
| Milieux    | Branco van den Boomen | Toulouse FC |
| Milieux    | Youssouf M'Changama   | EA Guingamp |
| Milieux    | Gauthier Hein         | AJ Auxerre  |
| Attaquant  | Nathan Ngoumou        | Toulouse FC |
| Attaquant  | Gaëtan Charbonnier    | AJ Auxerre  |
| Attaquant  | Rhys Healey           | Toulouse FC |

| Club                           | Nombre de joueurs |
| ------------------------------ | ----------------- |
| Toulouse FC                    | 6                 |
| AJ Auxerre                     | 2                 |
| AC Ajaccio SM Caen EA Guingamp | 1                 |

#### Division 1 féminine
| Poste      | Joueurs                 | Club                |
| ---------- | ----------------------- | ------------------- |
| Gardien    | Christiane Endler       | Olympique lyonnais  |
| Défenseurs | Paulina Dudek           | Paris Saint-Germain |
| Défenseurs | Griedge Mbock           | Olympique lyonnais  |
| Défenseurs | Wendie Renard           | Olympique lyonnais  |
| Défenseurs | Sakina Karchaoui        | Paris Saint-Germain |
| Milieux    | Sara Däbritz            | Paris Saint-Germain |
| Milieux    | Catarina Macario        | Olympique lyonnais  |
| Milieux    | Grace Geyoro            | Paris Saint-Germain |
| Attaquant  | Clara Matéo             | Paris FC            |
| Attaquant  | Kadidiatou Diani        | Paris Saint-Germain |
| Attaquant  | Marie-Antoinette Katoto | Paris Saint-Germain |

| Club                | Nombre de joueurs |
| ------------------- | ----------------- |
| Paris Saint-Germain | 6                 |
| Olympique lyonnais  | 4                 |
| Paris FC            | 1                 |

### Autres prix
| Prix              | Lauréats |
| ----------------- | --- |
| Trophées arbitres | Benoît Bastien (Ligue 1) Cyril Gringore (assistant Ligue 1) Olivier Thual (Ligue 2) Stéphan Pignatelli (assistant Ligue 2) |
| Trophée citoyen   | Mamadou Sakho (pour son association AMSAK)                                                                                 |